# Équipe du Liechtenstein espoirs de football
Maillots
L'équipe de Liechtenstein espoirs de football est une sélection de joueurs de moins de 21 ans liechtensteinois placée sous l'égide de la Fédération du Liechtenstein de football. L'équipe obtient sa toute première victoire officielle lors des éliminatoires du Championnat d'Europe de football espoirs 2021 face à l'Azerbaïdjan en s'imposant un but à zéro grâce à un but de Noah Frick sur pénalty.

## Parcours au Championnat d'Europe de football espoirs
- 2007 : Non qualifié
- 2009 : Non qualifié
- 2011 : Non qualifié
- 2013 : Non qualifié
- 2015 : Non qualifié
- 2017 : Non qualifié
- 2019 : Non qualifié
- 2021 : Non qualifié
- 2023 : Non qualifié